# 医王寺 (岐阜市)
医王寺（いおうじ）は岐阜県岐阜市此花町にある薬師如来を本尊とする曹洞宗の寺院で、山号を神農山と称する。美濃新四国43番札所。
寛文8年(1668年）に加納全久院（現在の松本全久院。当時は壇越の戸田松平氏の移封に伴い当地にあった。）の了然玄超を招いて建立された。2世の無明太興は当時の加納藩主、松平光永の帰依を受けて住職となった。昭和16年（1941年）に貰い火で焼失。現在の構えはその後再建されたものである。医王寺は中山道に近く、その道中安全のために祀られた馬頭観音の石像が現在では境内に祀られている。また、弘法大師も祀られ、美濃新四国の札所本尊となっている。